# Gornji Poličnik
Gornji Poličnik je naselje u sastavu Općine Poličnik, u Zadarskoj županiji.

## Povijest
Gornji Poličnik je samostalno naselje od 2011. godine, nastao je izdvajanjem dijela iz naselja Lovinac.

## Stanovništvo
Prema popisu iz 2011. naselje je imalo 140 stanovnika.

| broj stanovnika | 140   | 150   |
|                 | 2011. | 2021. |